# قطعة (لغة)

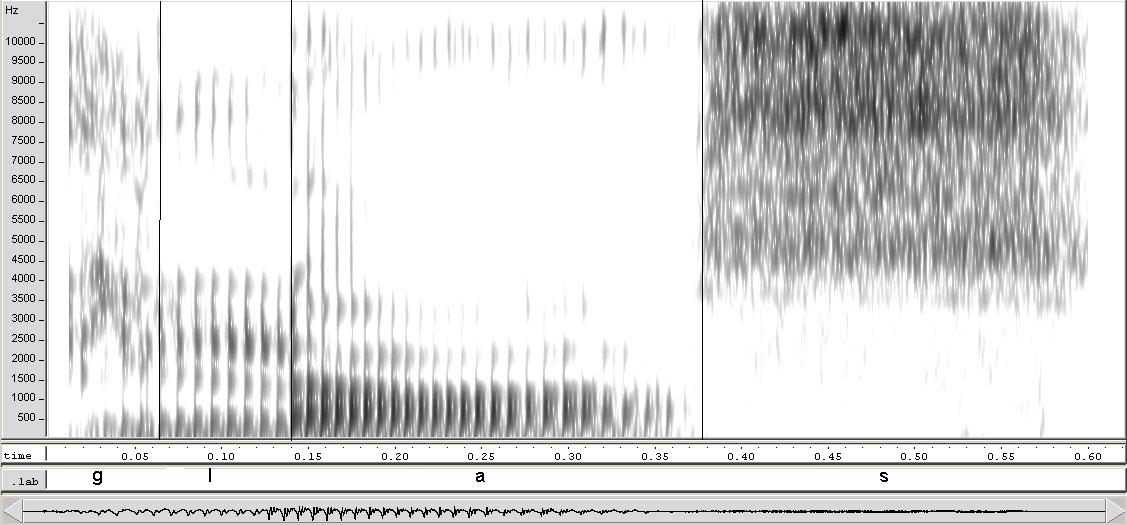

القطعة وحدة مقتطعة (صوت) من الكلام، تصدر من مخرج محقق في الغالب، وقد تصدر متصفة بصفة (صويت) تأتي في أكثر الأوقات من مخرج مقدر وتسمى صفة فوق قطعية. تأتي القطعة في أدنى مراتب الأصوات ليس تحتها سوى مرتبة الصفة.
خذ مثلا عبارة فيها إدغام بغنة من قبيل «من يعمل» حيث جاء مقطع «من» مركبا من قطعتين وصفة فوق قطعية — وهي الحرفان الصامت والمصوت ثم الغنة. الغنة هنا صفة فوق قطعية أي أنه لا يمكن لها أن تأتي منفردة بل لا بد لها من التركيب بقطعة أي أن تكون محمولة بها.